# Unbreakable: 2008 NZ Tour Edition
Unbreakable: 2008 NZ Tour Edition - album irlandzkiego boysbandu Westlife. Składanka została wydana w 2008 tylko w Nowej Zelandii do płyty CD dołączona jest także płyta DVD z zapisem koncertu w Wembley Arena w 2006.
Płyta dotarła do pierwszego miejsca sprzedaży albumów w Nowej Zelandii i uzyskała status podwójnej platyny sprzedając się w ponad 30 000 tysięcznym nakładzie.

## Spis utworów

### CD
Utwory ze składanki Unbreakable - The Greatest Hits Vol. 1.

### DVD
Piosenki z Live At Wembley Concert DVD.
1. Flying Without Wings
2. Hit You With The Real Thing
3. When You’re Looking Like That
4. Amazing
5. She's Back / Billie Jean
6. Uptown Girl
7. Addicted To Love
8. I Wish / Wild Wild West
9. Senorita / Don't Cha
10. Colour My World
11. Hey Whatever
12. The Dance (removed in Asian Leg)
13. Swear It Again (removed in Asian Leg)
14. Seasons In The Sun
15. World Of Our Own
16. Mandy
17. Queen Of My Heart
18. What Makes A Man
19. You Raise Me Up